# المرأة والاقتصاد
يُعد كتاب «المرأة والاقتصاد: دراسة العلاقة الاقتصادية بين الرجل والمرأة كعامل في التطور الاجتماعي» هو كتاب من تأليف الكاتبة والناشطة النسوية الأمريكية البارزة شارلوت بيركنز خيلمان وتم نشره عام 1898، يعتبره الكثيرون أعظم أعمالها،  وكما هو الحال مع الكثير من كتابات (جيلمان)، تطرق الكتاب إلى بعض المواضيع الشائكة، مثل: الأسرة، والمنزل، وتغيير شكل الزواج، مع تقديم نظرتها الخاصة لتلك الأمور، والتي تقضي بإن تحقيق: «الاستقلال الاقتصادي والتخصص المهني للمرأة من الأمور الأساسية من أجل تحسين الزواج والأمومة والصناعات المحلية والتحسن العرقي.
لقد كانت فترة تسعينات القرن التاسع عشر فترة خصبة للنقاش والجدل السياسي المكثف والعديد من التحديات الاقتصادية، مع سعي الحركة النسائية لنيل حق التصويت والإصلاحات الأخرى. كانت النساء «يدخلن لسوق العمل بأعداد متزايدة، يبحثن عن فرص جديدة، وتشكيل تعريفات جديدة لأنفسهن». كان ظهور كتاب (جيلمان) الأكثر شهرة وشعبية قرب نهاية هذا العقد الصاخب المضطرب، ظهر كتاب جيلمن الذي حقق شهرة واسعة إلى النور.

## الملخص والمواضيع
بشكل مركزي، ترى جيلمان أن على النساء أن يغيرن هويتهن الثقافية. وذكرت جيلمان سابقًا أن الإنسان هو النوع الوحيد حيث فيه يجب أن تعتمد الأنثى على الذكر من أجل البقاء على قيد الحياة. فهذه الاعتمادية تجعل النساء مرغمات على تسديد ديونهن من خلال الخدمات المنزلية أو «طلبات جنسية».
وتجادل جيلمان بأن النساء يعملن لفترة أطول وبشكل أصعب من معظم الرجال وليس فقط في تلبية متطلبات دور الأم.
علاوة على ما سبق، ترى جيلمان أن أنشطة الإناث عمومًا يتحكم بها الرجال. فقد أدت الفروق الجنسية إلى توزيع غريب للسلطة، وفي رأيها أن هذا قد ألحق ضررًا لكلا النوعين.
وقد خلفت هذه الفروق الجنسية المرأة عن الركب، بل وأتاحت للرجل الحق في الحصول على الامتنان والفضل فيما يتعلق بالتقدم البشري. فتقول جيلمان أن المرأة تقوم بدوري الأم والشهيدة بصورة كاملة، وتورث كلا الدورين إلى أبنائها مما يخلق بدوره صورة مستمرة للنساء كعاملات غير مدفوعين الأجر ومربيات. وبالتالي، تعيق هذه الصورة إبداع المرأة ونموها الشخصي.
كانت جيلمان بالفعل تؤمن بحق المرأة في الاقتراع ولكنها لم تعتقد أن التقدم سيحدث عند إعطاء المرأة حقوقها في التصويت فقط. فلم يقاس التقدم فقط عن طريق الولايات التي سمحت للنساء بالتصويت بل وأيضًا في التغييرات القانونية، الاجتماعية، العقلية والجسدية وهذا بدوره يمثل تقدم لدور الأم في العالم وسعيها للحصول على دورها الكامل.
وأشارت جيلمان إلى حقيقة غريبة الأ وهي بينما النساء الفقيرات  اللاّتي بإمكانهن بالكاد تغطية مصاريف الأطفال لديهن أكبر عدد منهم، الأغنياء من النساء الذي بإمكانهم تحمل تكلفتهم لديهم أقل عدد من الأطفال. وتناولت جيلمان أيضًا الحديث عن عصر الزراعة وهي الفترة التي كان الاحتياج للأطفال في أوجها وذلك للمساعدة في الفلاحة. وعلى العكس في عصر الصناعة، فكلما ازداد عدد الأطفال، كان ذلك يعني عمل مضاعف للأم. وعلى الرغم من ذكر جيلمان لكل هذه النقاط، إلا أنها تعتقد أن الأمومة «واجب مشترك ومجد مشترك للمرأة»، «وستختار النساء مِهَن تتناسب مع الأمومة». وبجانب كونهن مربيات، ترى جيلمان أنه على النساء أن يكنّ مُثَقّفات. على الرغم من أنه لا يوجد أي دليل في رأي جيلمان أن النساء اللاّتي يقمن بتضحيات ليصبحن مربيات ومُثَقّفات بالضرورة سينجبن أطفالاً أفضل. فتؤمن جيلمان أن الآخرين بإمكانهم المساعدة في هذه المهام أو حتى أن يقوموا بها بصورة أكثر فاعلية. وكانت جيلمان من أوائل الذين اقترحوا إضفاء طابع الاحترافية على الأعمال المنزلية، بل وتشجيع النساء لتوظيف مدبرات منزل وطهاة ليريحهن من الأعمال المنزلية.
تصورت جيلمان منازل بدون مطابخ وتصميم مطابخ تعاونية في شقق المباني السكنية بالمدن مما يساعد النساء في تحقيق التوازن بين العمل والأسرة بل ويوفر أيضًا دعمًا اجتماعيًا للزوجات اللاّتي مازلن في بيوتهن. وهذا بالتالي سيمكن المرأة من المشاركة في القوى العاملة وستستمتع أكثر بملذات الحياة.
تؤمن جيلمان بأن المرأة بإمكانها أن تريد كلاً من الحياة العملية والأسرية، ولكن ليس عليها أن تتولى المسئوليات كاملة فيما يتعلق بكلا المجالين.
وقد أقرت جيلمان أن هذه التغييرات ستؤدي إلى «أمومة أفضل، أبوة أفضل، طفولة أفضل، طعام أفضل، بيوت أفضل ومجتمع أفضل».

## استقبال الجمهور
نُشِرَ عن كتاب «المرأة والاقتصاد» آراء إيجابية عمومًا. وبين ليلة وضحاها، أصبحت جيلمان «المفكرة الرائدة في الحركة النسائية». وتم ترجمة الكتاب إلى سبع لغات مختلفة، وكان يتم مقارنته غالبًا بكتاب «استعباد المرأة» للكاتب جون ستوارت ميل. وحاز كتاب جيلمان إعجاب الأكاديميين على الرغم من قلة المنحة الأكاديمية. بل واحترم المراجعون المحافظون الكتاب وإن كان على مضض قليلاً. فكتب أحدهم إلى صحيفة «الإندبندنت» قائلاً: «بينما أفكار الكاتب قد لا تروق لنا، يجب علينا أن نعترف أن ببعض القوة في انتقاداتها، وبعض المنطق في اقتراحاتها».
أشاد أصدقاء جيلمان النسويين وزملاؤها في الكتاب عقب صدوره، بل ووصفته جاين آدمنز بأنه «تحفة فنية» وكتبت فلورانس كيللي أنه «أول مساهمة حقيقية مهمة جوهرية مِن قِبل إمراة في علم الاقتصاد».
على الرغم مما سبق، لم تكن كل الآراء إيجابية الطابع. فكتبت صحيفة شيكاغو تريبيون أن الكتاب «يفتقر إلى الجمال، فهو متبصر للغاية... فلا يسبب أي إصداءات عميقة في النفس... ولكن بإمكانك أن تقتنبس منه، وتتذكر نقاطه».

## الفهم والتحليل
ستعرض معظم كتابات جيلمان المستقبلية-الخيالية والواقعية- أفكارًا ومفاهيمًا تم تقديمها في«المرأة والاقتصاد». فنُظِرَ إلى الاقتراحات التي قدمتها جيلمان مثل إضفاء الطابع المهني على تربية الطفل والعمل المنزلي على أنها جذرية متشددة في وقت كتاباتها. ففي كتابها، ذكرت جيلمان أنها تعارض العقاب البدني وبدلاً منه، ترى جيلمان أنه على الآباء أن يشرحوا أسبابهم لأطفالهم. علاوة على ما سبق، اقترحت جيلمان حوار مفتوح فيما يتعلق بالجنس.(على الرغم من عدم ارتياحها بشأن هذا الموضوع وشبه استهجانها للملذات الجنسية عمومًا)
أشار الباحثون إلى أن جيلمان استندت إلى عدة مصادر مختلفة عند تأليف كتابها. فقد استندت إلى كارل ماركس في مفهمومه فيما يتعلق بالإنتاج حيث أن مجال الإنتاج عنصر أساسي في حياة الإنسان وأن مكان العمل مساحة لكل من القمع والتحرر ولكنها طبقت هذا المفهوم على النوع الاجتماعي وليس الطبقة الاجتماعية. ومن تشارلز داروين، استخدمت جيلمان نظرية التطور ونرى أن الداروينية الاجتماعية قد تخللت الكتاب بصورة كبيرة. أما عن ثورستين فيبلين، فقد استعارت منه فكرة أن المرأة مجرد أداة للتبادل بين الرجال. ومن عالم الاجتماع ليستر وارد، أخذت جيلمان فكرة أن النساء وليس الرجال هن أصل التطور والأنواع. استندت جيلمان إلى هؤلاء المفكرين من أجل الحصول على مفاهيم ولكنها لم تصبح جزءًا من الحركات التي ألهموها.
تأثرت جيلمان بشكل كبير بإدوارد بيلامي وكتابه «النظر إلى الماضي» وكان منزلها الذي لم يحوي مطبخًا دليلاً على ذلك بل والتطورات التقنية التي دعت إليها للمساعدة في أعمال المنزل.
أُطلق على جيلمان «أكثر نسوية أصيلة أنجبتها الولايات المتحدة الأمريكية على الأطلاق» ولكنها رفضت مصطلح «نسوية» حيث أنها لم تكن مرتاحة بالكامل مع شعار التحرر الجنسي والذي أصبح جزءًا مهمًا من الفكر النسوي. وعلقتا باربرا إرنينريتش وديردري إنغليش وهما مفكرتان نسويتان بأن كتاب «المرأة والاقتصاد» يعد «إنجاز نظري ضخم لجيل كامل من النسويات (لأنه) لم يناشد للحقوق أو الأخلاقيات بل نظرية التطور».
وفي المقابل، ذكر أحد الباحثين أن «لم تزود النسوية التطورية الخاصة بجيلمان النسوية المعاصرة بنموذج يحتذى به» على الرغم من استخدامه المتكرر في الفصول ولكن تقدم نظرية جيلمان نظرة بديلة للمشكلات الاجتماعية التي تواجهها النساء. في كتابها المرأة والاقتصاد، تنظر جيلمان إلى التقاطع بين النوع الاجتماعي والطبقة الاجتماعية بينما تتجاهل تقريبًا بصورة كاملة العرق. فعلى ما يبدو، من الواضح أنه عندما تشير جيلمان إلى «العرق» فأنها تشير فقط إلى «العرق الأبيض».
ففي عدة أعمال أخرى، تشير جيلمان إلى الأعراق الأخرى بأنها أقل شأنًا وتنتمي إلى أسفل سلم التطور «مرددة المشاعر الداروينية الاجتماعية ذاتها التي احتقرتها عند تطبيقها على النوع الاجتماعي»

## روابط خارجية
- المرأة والاقتصاد على موقع الموسوعة البريطانية (الإنجليزية)